# Dirk van Delen
Dirk ou Dirck Christiaensz. van Delen (1605, Heusden - 16 mai 1671, Arnemuiden) est un peintre néerlandais du siècle d'or. Il est spécialisé dans la peinture d'intérieur d'édifices et d'ensembles architecturaux.

## Biographie
Dirck (ou Dirk) van Delen nait en 1605 à Heusden dans les Provinces-Unies. Peu après sa naissance, ses parents s’installent à Bréda. Il n'est pas clair auprès de qui il effectue son apprentissage. Les historiens de l'art ont proposé Frans Hals and Hendrick Aerts comme maîtres possibles (spécialisé dans la peinture d'architecture, Aerts a néanmoins été exclu car il est mort en 1603, élément inconnu en 1910, lors de la proposition de cette hypothèse). Des études sous la direction de Pieter van Bronckhorst (en) ou de Bartholomeus van Bassen à Delft sont toutefois plus plausibles. Un tel apprentissage à Delft pourrait expliquer pourquoi Antonie Palamedesz cosigne le staffage de plusieurs des œuvres de van Delen.
En 1625, Van Delen se marie à Middelbourg et, l’année suivante, il s'installe à Arnemuiden, dont il acquiert la citoyenneté en 1628. De 1639 à 1665, il est membre de la guilde de Saint-Luc à Middelbourg. Il siège au conseil d'Arnemuiden, dont il devient bourgmestre en 1642. En 1668, il devient membre de la Chambre de rhétorique De Olijftak, à laquelle il avait offert, en 1666, un tableau réalisé en collaboration avec Theodor Boeyermans.
Son renom relatif est mis en évidence par la commande, au début des années 1630, de cinq grands tableaux (quatre mesurant environ 3,1 m de hauteur), installés à La Haye dans une maison appartenant au comte Floris II van Pallandt van Culemborg.
Il a eu Daniël de Blieck et Jans Juriaensz van Baden comme élèves.
Trois fois veuf, il a eu au moins un fils, mais aucun de ses enfants ne lui a survécu. Il meurt à Arnemuiden le 16 mai 1671.

## Œuvre

### Généralités

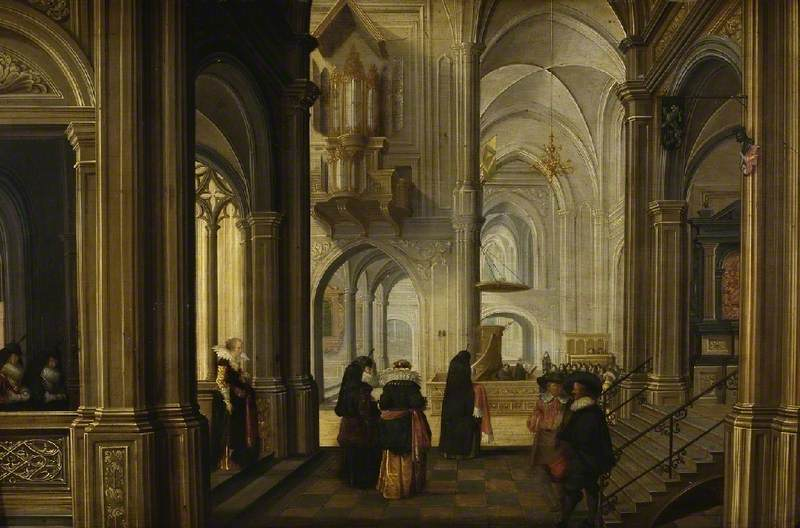
Intérieur d'église, 1628.

L'œuvre de van Delen consiste presque entièrement en tableaux d'architecture, de palais et d'intérieur d'églises imaginaires. On lui connait une unique nature morte de fleurs (anciennement conservée au musée Boijmans Van Beuningen). Ses peintures de palais les plus anciennes sont significativement influencées par les œuvres de Hans Vredeman de Vries et son fils Paul Vredeman de Vries.
Il produit également quelques scènes de genre en intérieur, comme Une compagnie musicale dans un hall Renaissance, une collaboration avec Pieter Codde (1636, musée Boijmans Van Beuningen) et Intérieur avec Dames et Cavalier, dont les figures sont copiées d'après Dirck Hals (1629, galerie nationale d'Irlande). Dans ces réalisations, il met en avant les murs et leur décoration. La présence régulière de van Delen à Anvers a probablement eu une influence importante sur les peintres d'architecture ultérieurs de cette ville.
Ses intérieurs d'églises révèlent l'influence du peintre d'architecture flamand Hendrick Aerts, reproduit à travers les estampes de Jan van Londerseel (en). Il pourrait également être inspiré, pour son architecture d'église « gothisante », par les peintres d'Anvers, bien qu'il n'adopte pas leur perspective en tunnel rigide. Le style de ses intérieurs est aussi proche de celui de Bartholomeus van Bassen.
Après 1630, son style devient plus exubérant et les extérieurs de palais deviennent son sujet favori, influencé par le baroque d'Anvers. Sa palette devient plus claire. Les édifices qu'il peint sont dominés par du marbre rose, blanc et noir, et décorés de sculptures à profusion. Vers 1640, van Delen produit ses œuvres les plus ambitieuses, de couleurs plus sobres. Après cette date, sa production diminue rapidement.

### Collaborations

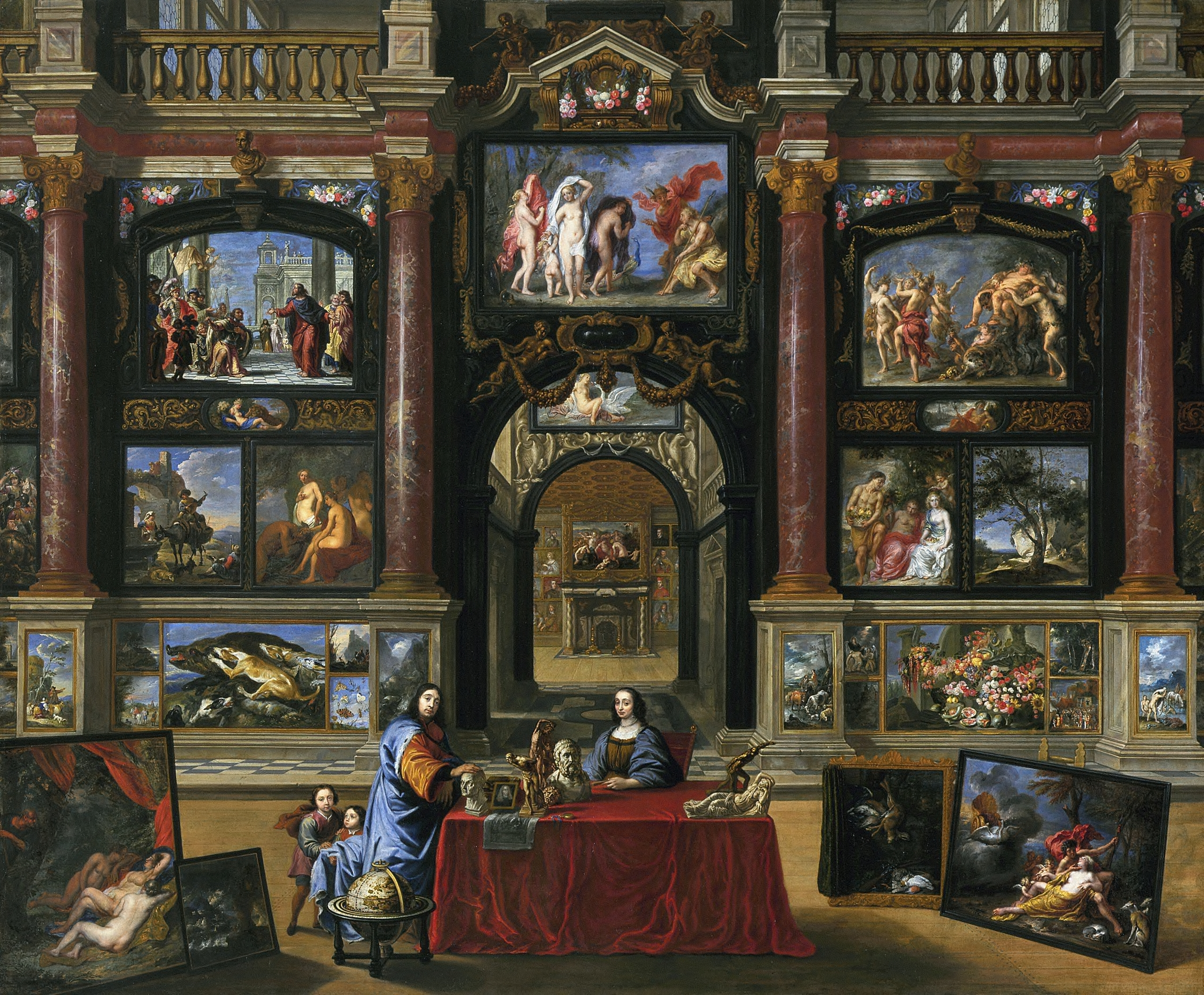
Intérieur avec personnages devant une collection de peinture.

À l'occasion, le staffage des œuvres de van Delen a été attribué à d'autres peintres, comme Antonie Palamedesz, Dirck Hals, David Teniers le Jeune et Hieronymus Janssens. Toutes ces attributions sont plus ou moins douteuses, la relative isolation dans laquelle a vécu van Delen n’ayant pu favoriser une collaboration avec ces artistes. Il a vraisemblablement peint lui-même la plupart des personnages et, dans les anciens inventaires, seuls les noms de Poelenburch et Gerards sont mentionnés. Il s’agit plus probablement d’un habile peintre de personnages, qui a copié ou s'est inspiré de spécialistes contemporains et dans nombre de ses œuvres.
On pense qu'il a collaboré avec le peintre anversois Gonzales Coques, qui a peint le staffage sur le tableau Intérieur avec personnages devant une collection de peinture, dont l’architecture a autrefois été erronément attribuée à Wilhelm Schubert van Ehrenberg), une composition du genre appelé « peinture de galerie », genre pictural qui représente de grandes salles où de nombreux tableaux et objets précieux, probablement dus à des peintres anversois de premier plan, sont exposés dans un environnement élégant. Le tableau de van Delen dépeint un homme et une femme assis à une table, sur laquelle sont placées diverses sculptures, avec deux enfants se tenant près d'eux. Le tableau pourrait représenter le collectionneur anversois Antoon van Leyden (1626-1686), sa femme Marie-An van Eywerven et leurs deux filles. Le couple semble discuter et apprécier certaines des œuvres d’art de la galerie. Ils sont dépeints comme faisant partie d’une élite qui possède une connaissance privilégiée de l’art. La composition vise à souligner la notion selon laquelle les pouvoirs de discernement associés à la connaissance sont socialement supérieurs ou plus désirables que d’autres formes de savoir.

### Tableaux
La liste suivante recense une partie des tableaux peints par Dirk van Delen.
| Titre | Collection                          | Ville             | Pays               | Numéro d'inventaire | Date           | H×L (cm)         | Matériaux        | Notes                                                                          | Image |
| --- | ----------------------------------- | ----------------- | ------------------ | ------------------- | -------------- | ---------------- | ---------------- | ------------------------------------------------------------------------------ | ----- |
| Cour intérieure d'un palais avec la femme de Potiphar accusant Joseph                                                                               | Collection privée                   |                   |                    |                     | Vers 1625      | 28 × 37,5 cm     | huile sur bois   | D'après Lucas van Leyden                                                       |       |
| Fantaisie architecturale avec quatre femmes élégamment habillées sur les marches d'une rampe                                                        | Collection privée                   |                   |                    |                     | Vers 1625-1630 | 109,9 × 111,1 cm | huile sur toile  |                                                                                |       |
| Allégorie de la tyrannie d'Alva | Musée du couvent Sainte-Catherine   | Utrecht           | Pays-Bas           | RMCC s00091         | 1625-1634      | 51 × 67 cm       | huile sur toile  |                                                                                |       |
| Intérieur de palais | Galerie nationale                   | Prague            | République tchèque | O 15689             | Vers 1625-1671 | 91,5 × 143,5 cm  | huile sur bois   |                                                                                |       |
| Palais avec personnage se promenant | Staatliches Museum Schwerin         | Schwerin          | Allemagne          | G 3838              | 1626           | 109,9 × 111,1 cm | huile sur toile  |                                                                                |       |
| Les Joueurs de paume | Musée du Louvre                     | Paris             | France             | INV 1203            | 1626           | 32 × 54 cm       | huile sur bois   |                                                                                |       |
| Fantaisie architecturale avec personnages | Musée du Brabant-Septentrional (en) | Bois-le-Duc       | Pays-Bas           | 11090               | 1627           | 50 × 61,5 cm     | huile sur bois   |                                                                                |       |
| Intérieur d'église avec le Christ et la femme adultère                                                                                              | Musée de l'Ermitage                 | Saint-Pétersbourg | Russie             | 1812                | 1627           | 59 × 95 cm       | huile sur bois   |                                                                                |       |
| Couloir d'un palais avec personnages élégants | Collection privée                   |                   |                    |                     | 1627           | 49,5 × 64,1 cm   | huile sur bois   |                                                                                |       |
| Compagnie festive dans une salle Renaissance | Musée Frans Hals                    | Haarlem           | Pays-Bas           | os 75-318           | 1628           | 92,5 × 157 cm    | huile sur bois   |                                                                                |       |
| Compagnie élégante conversant dans la loggia d'un palais                                                                                            | Académie des beaux-arts             | Vienne            | Autriche           | 684                 | 1628           |                  |                  | Avec Dirck Hals                                                                |       |
| Intérieur d'église | Fitzwilliam Museum                  | Cambridge         | Royaume-Uni        | 30                  | 1628           | 36,8 × 58,1 cm   | huile sur bois   |                                                                                |       |
| Cour avec personnages élégants | Collection privée                   |                   |                    |                     | 1628           | 92,3 × 156,8 cm  | huile sur bois   |                                                                                |       |
| Personnages élégants se promenant | Collection privée                   |                   |                    |                     | 1628           | 92,3 × 156,8 cm  | huile sur bois   | Avec Dirck Hals                                                                |       |
| Intérieur d'église avec la Présentation au Temple                                                                                                   | Collection privée                   |                   |                    |                     | Vers 1628-1630 | 59,5 × 87,5 cm   | huile sur bois   |                                                                                |       |
| Intérieur avec dames et cavaliers | Galerie nationale d'Irlande         | Dublin            | Irlande            | NGI.119             | 1629           | 72 × 95 cm       | huile sur bois   | Avec Dirck Hals                                                                |       |
| Intérieur avec dames et gentilshommes dînant | Collection privée                   |                   |                    |                     | 1629           | 124 × 188 cm     | huile sur bois   |                                                                                |       |
| Compagnie élégante dans un intérieur, mangeant des huitres                                                                                          | Collection privée                   |                   |                    |                     | 1629           | 123,8 × 188 cm   | huile sur bois   |                                                                                |       |
| Intérieur d'une église gothique avec tombeau | Collection privée                   |                   |                    |                     | 1629           | 24,5 × 29 cm     | huile sur bois   |                                                                                |       |
| Iconoclasme dans une église | Rijksmuseum                         | Amsterdam         | Pays-Bas           | SK-A-4992           | 1630           | 50 × 67 cm       | huile sur bois   |                                                                                |       |
| Compagnie élégante dans un grand hall | Collection privée                   |                   |                    |                     | Vers 1630      | 90,1 × 122,2 cm  | huile sur bois   | Avec Dirck Hals                                                                |       |
| Cinq Dames dans un intérieur | Rijksmuseum                         | Amsterdam         | Pays-Bas           | SK-A-4246           | 1630-1652      | 94,1 × 141,8 cm  | huile sur bois   |                                                                                |       |
| Entourage distingué dînant dans un intérieur | Nationalmuseum                      | Stockholm         | Suède              | NM 390              | 1631           | 43,4 × 68,5 cm   | huile sur bois   |                                                                                |       |
| Intérieur d'église avec un pasteur au pupitre, un baptême au premier plan                                                                           | Collection privée                   |                   |                    |                     | 1631           | 57,1 × 70,2 cm   | huile sur bois   |                                                                                |       |
| Compagnie élégante dans un intérieur | Collection privée                   |                   |                    |                     | 1632           | 81 × 109 cm      | huile sur bois   |                                                                                |       |
| Intérieur de palais avec dames et gentilshommes festoyant, distraits par des saltimbanques                                                          | Collection privée                   |                   |                    |                     | 1632           | 36,2 × 50,5 cm   | huile sur bois   |                                                                                |       |
| Intérieur de palais avec une compagnie élégante et des saltimbanques                                                                                | Collection privée                   |                   |                    |                     | 1632           | 36,2 × 50,5 cm   | huile sur bois   |                                                                                |       |
| Intérieur d'une cathédrale gothique avec de nombreux personnages élégants et des femmes écoutant la lecture de la Bible                             | Collection privée                   |                   |                    |                     | 1632           | 20 × 24,7 cm     | huile sur cuivre |                                                                                |       |
| Scène d'intérieur | Collection privée                   |                   |                    |                     | 1632           | 81 × 109 cm      | huile sur bois   |                                                                                |       |
| Architecture de palais | Musée du Brabant-Septentrional      | Bois-le-Duc       | Pays-Bas           | 12585               | 1633           | 45 × 80 cm       | huile sur bois   |                                                                                |       |
| Fantaisie architecturale avec personnages |                                     |                   | Pays-Bas           | NK1512              | 1633           | 45 × 80 cm       | huile sur bois   |                                                                                |       |
| Fantaisie architecturale avec Jephté et sa fille | Collection privée                   |                   |                    |                     | 1633           | 128 × 196 cm     | huile sur bois   |                                                                                |       |
| Fantaisie architecturale avec personnages | Collection privée                   |                   |                    |                     | 1633           | 45 × 80 cm       | huile sur bois   |                                                                                |       |
| La Tombe d'un seigneur de la famille Van Tuyll van Serooskerken                                                                                     | Staatliche Kunsthalle Karlsruhe     | Karlsruhe         | Allemagne          | 2845                | 1634           | 47,5 × 28,5 cm   | huile sur bois   |                                                                                |       |
| Fantaisie architecturale | National Gallery                    | Londres           | Royaume-Uni        | NG1010              | 1634           | 46,7 × 60,5 cm   | huile sur bois   |                                                                                |       |
| Arcades d'un palais avec des personnages élégamment habillés conversant                                                                             | Collection privée                   |                   |                    |                     | 1634           | 118 × 228 cm     | huile sur bois   |                                                                                |       |
| Intérieur d'église | Musée royal des beaux-arts          | Anvers            | Belgique           | 785                 | 1635           |                  |                  |                                                                                |       |
| Compagnie élégante dans une loggia | Collection privée                   |                   |                    |                     | 1635           | 52 × 59,6 cm     | huile sur bois   |                                                                                |       |
| Cour de palais avec personnages | Collection privée                   |                   |                    |                     | 1635           |                  | huile sur bois   |                                                                                |       |
| Personnages élégants dans une loggia | Collection privée                   |                   |                    |                     | 1635           | 52 × 59,6 cm     | huile sur bois   |                                                                                |       |
| Cour de palais élaborée avec compagnie élégante marchant vers un grand escalier, quatre philosophes sculptés érigés sur des piédestaux derrière eux | Collection privée                   |                   |                    |                     | Vers 1635      | 116,5 × 166,7 cm | huile sur bois   |                                                                                |       |
| Compagnie élégante dînant dans une salle richement décorée                                                                                          | Collection privée                   |                   |                    |                     | Vers 1635-1649 | 60 × 90,5 cm     | huile sur bois   | Avec Jan Olis (en)                                                             |       |
| Fantaisie architecturale avec un paysage vallonné dans le lointain                                                                                  | Collection privée                   |                   |                    |                     | Vers 1635-1670 | 62,3 × 88,5 cm   | huile sur bois   | attribué à Dirk van Delen, ou possiblement Gabriel Engels et Abraham Bloemaert |       |
| Allégorie des Arts | Musée royal des beaux-arts          | Anvers            | Belgique           |                     | 1635-1676      | 252,8 × 236,5 cm | huile sur toile  | Avec Theodor Boeyermans                                                        |       |
| Cour d'un palais | Staatliche Kunsthalle Karlsruhe     | Karlsruhe         | Allemagne          | 2541                | 1636           | 51 × 69 cm       | huile sur bois   |                                                                                |       |
| Conversation devant un palais | Statens Museum for Kunst            | Copenhague        | Danemark           | KMS375              | 1636           | 43,5 × 32 cm     | huile sur bois   |                                                                                |       |
| Compagnie musicale dans un hall Renaissance | Musée Boijmans Van Beuningen        | Rotterdam         | Pays-Bas           | 1158 (OK)           | 1636           | 61,8 × 48,3 cm   | huile sur bois   |                                                                                |       |
| Parvis d'un palais avec héraut courant | Collection privée                   |                   |                    |                     | 1636           | 52 × 73 cm       | huile sur bois   |                                                                                |       |
| Scène galante dans un palais | Petit Palais                        | Paris             | France             |                     | Vers 1636      | 30,5 × 34,5 cm   | huile sur bois   |                                                                                |       |
| Le Christ soignant à la piscine de Bethesda | Statens Museum for Kunst            | Copenhague        | Danemark           | KMSst175            | 1637           | 31 × 36,5 cm     | huile sur bois   |                                                                                |       |
| Tulipe dans un vase kendi | Collection privée                   |                   |                    |                     | 1637           | 38,5 × 29 cm     | huile sur bois   |                                                                                |       |
| Les Joueurs de quille | Musée du Louvre                     | Paris             | France             | MNR 695             | 1637           | 85 × 145 cm      | huile sur bois   |                                                                                |       |
| Salomon et la Reine de Saba | Palais des beaux-arts               | Lille             | France             | P 233               | 1638           | 100 × 155 cm     | huile sur bois   |                                                                                |       |
| Extérieur d'un palais | Musée Lázaro Galdiano               | Madrid            | Espagne            |                     | 1639           | 44 × 34,5 cm     | huile sur toile  |                                                                                |       |
| Compagnie élégante dans une église la nuit | Collection privée                   |                   |                    |                     | 1639           | 30,2 × 42,5 cm   | huile sur bois   |                                                                                |       |
| Grand Palais-jardin | Musée d'histoire de l'art           | Vienne            | Autriche           | GG_573              | 1640           | 162 × 286 cm     | huile sur toile  |                                                                                |       |
| Intérieur d'église avec pèlerins | Collection privée                   |                   |                    |                     | 1640           | 54 × 43 cm       | huile sur bois   | Avec Bartholomeus van Bassen                                                   |       |
| Intérieur d'une église imaginaire | Collection privée                   |                   |                    |                     | vers 1640      | 40 × 59 cm       | huile sur bois   |                                                                                |       |
| Suzanne et les Vieillards | Musée Boijmans Van Beuningen        | Rotterdam         | Pays-Bas           | 1159 (OK)           | 1640-1645      | 137 × 105 cm     | huile sur bois   |                                                                                |       |
| Palais fantastique avec un couple élégant marchant devant un portique                                                                               | Collection privée                   |                   |                    |                     | 1640-1650      | 63,5 × 75,5 cm   | huile sur bois   | Avec Antonie Palamedesz                                                        |       |
| Intérieur d'église | Galerie nationale de Finlande       | Helsinki          | Finlande           | A I 317             | 1642           | 49,5 × 68,5 cm   | huile sur bois   |                                                                                |       |
| Cour d'un palais avec la Reine de Saba devant Salomon                                                                                               | Collection privée                   |                   |                    |                     | 1642           | 116,8 × 170,2 cm | huile sur bois   |                                                                                |       |
| Intérieur d'église | Collection privée                   |                   |                    |                     | 1642           | 33,5 × 39,5 cm   | huile sur bois   |                                                                                |       |
| Compagnie élégante devant un palais | Statens Museum for Kunst            | Copenhague        | Danemark           | KMSsp397            | 1644           | 49,5 × 55 cm     | huile sur bois   |                                                                                |       |
| Conversation devant un palais | Galeries nationales d'Écosse        | Édimbourg         | Royaume-Uni        | NG 111              | 1644           | 54 × 47 cm       | huile sur bois   |                                                                                |       |
| Une famille devant le mausolée du prince d'Orange Guillaume le Taciturne à la Nieuwe Kerk à Delft                                                   | Rijksmuseum                         | Amsterdam         | Pays-Bas           | SK-A-2352           | 1645           | 74 × 110 cm      | huile sur bois   |                                                                                |       |
| La Piscine de Bethesda | Collection privée                   |                   |                    |                     | 1645           | 52,7 × 43,4 cm   | huile sur bois   |                                                                                |       |
| Palais avec réception | Musée de l'Ermitage                 | Saint-Pétersbourg | Russie             | 973                 | 1647           | 57,8 × 65,5 cm   | huile sur bois   |                                                                                |       |
| Architecture imaginaire avec le Riche et Lazare | Collection privée                   |                   |                    |                     | Vers 1650      | 106 × 99,5 cm    | huile sur toile  | Attribué à Dirk van Delen                                                      |       |
| Perspective fantastique d'un palais, avec personnes élégantes                                                                                       | Dyrham Park                         | Gloucestershire   | Royaume-Uni        | 453824              | 1650-1671      | 69 × 90 cm       | huile sur toile  | Avec Hieronymus Janssens                                                       |       |
| Le Grand Hall du Binnenhof à La Haye | Rijksmuseum                         | Amsterdam         | Pays-Bas           |                     | 1651           | 52 × 66 cm       | huile sur bois   |                                                                                |       |
| Architecture avec scène biblique | Musée du Brabant-Septentrional      | Bois-le-Duc       | Pays-Bas           | 7864                | 1654           | 11,4 × 14,1 cm   | huile sur bois   |                                                                                |       |
| Entrée d'un palais | Dulwich Picture Gallery             | Londres           | Royaume-Uni        | DPG470              | 1654           | 49,5 × 54 cm     | huile sur bois   |                                                                                |       |
| Haute Colonnade | Musée d'histoire de l'art           | Vienne            | Autriche           | GG_755              | Vers 1655      | 86 × 123 cm      | huile sur bois   |                                                                                |       |
| Allégorie de la Justice | Collection privée                   |                   |                    |                     | 1656           | 168 × 161 cm     | huile sur bois   |                                                                                |       |
| Intérieur d'église | Musée royal des beaux-arts          | Anvers            | Belgique           |                     |                | 26,2 × 19 cm     | huile sur bois   | Avec Antonie Palamedesz                                                        |       |
| Galerie de colonnes avec personnages en conversation                                                                                                | Musée des beaux-arts                | Gand              | Belgique           | 1910-AA             |                | 44,2 × 46,8 cm   | huile sur bois   |                                                                                |       |
| Compagnie dans un palais | Statens Museum for Kunst            | Copenhague        | Danemark           | KMS760              |                | 34 × 40,5 cm     | huile sur bois   |                                                                                |       |
| Un escalier extérieur | Rijksmuseum                         | Amsterdam         | Pays-Bas           | SK-A-3939           |                | 310 × 121 cm     | huile sur toile  |                                                                                |       |
| Un escalier extérieur | Rijksmuseum                         | Amsterdam         | Pays-Bas           | SK-A-3940           |                | 309 × 122 cm     | huile sur toile  |                                                                                |       |
| Un escalier extérieur | Rijksmuseum                         | Amsterdam         | Pays-Bas           | SK-A-3941           |                | 309 × 124,5 cm   | huile sur toile  |                                                                                |       |
| Un escalier extérieur | Rijksmuseum                         | Amsterdam         | Pays-Bas           | SK-A-3942           |                | 309 × 109,5 cm   | huile sur toile  |                                                                                |       |
| Un intérieur | Rijksmuseum                         | Amsterdam         | Pays-Bas           | SK-A-3938           |                | 230 × 320 cm     | huile sur toile  |                                                                                |       |
| Une colonnade | Rijksmuseum                         | Amsterdam         | Pays-Bas           | SK-A-3936           |                | 317,5 × 350 cm   | huile sur toile  |                                                                                |       |
| Une colonnade | Rijksmuseum                         | Amsterdam         | Pays-Bas           | SK-A-3937           |                | 308,5 × 349 cm   | huile sur toile  |                                                                                |       |
| Intérieur avec personnages devant une collection de peinture                                                                                        | Mauritshuis                         | La Haye           | Pays-Bas           | 238                 |                | 176 × 210,5 cm   | huile sur toile  | Avec Gonzales Coques                                                           |       |
| Architecture (devant le palais) | Musée national                      | Poznań            | Pologne            | MNP Mo 878          |                | 48,3 × 64,2 cm   | huile sur bois   |                                                                                |       |
| Intérieur avec compagnie musicale | Musée de l'Ermitage                 | Saint-Pétersbourg | Russie             | 960                 |                | 35,5 × 48,7 cm   | huile sur bois   | Avec Antonie Palamedesz                                                        |       |
| Allégorie de la tyrannie d'Alva | Collection privée                   |                   |                    |                     |                | 49,5 × 66,7 cm   | huile sur bois   |                                                                                |       |
| Arcades d'un palais avec pèlerins | Collection privée                   |                   |                    |                     |                | 70,2 × 93,7 cm   | huile sur bois   |                                                                                |       |
| Couple élégant dans une cour devant un palais | Collection privée                   |                   |                    |                     |                | 29,8 × 44,3 cm   | huile sur bois   | Attribué à Dirk van Delen                                                      |       |
| Cour de palais avec couple se promenant | Collection privée                   |                   |                    |                     |                | 48,3 × 64,2 cm   | huile sur bois   |                                                                                |       |
| Cour de palais avec personnes élégantes et un chien                                                                                                 | Collection privée                   |                   |                    |                     |                | 80,3 × 66,6 cm   | huile sur toile  | Avec possiblement Pieter Jansz Quast                                           |       |
| Intérieur de palais avec cavaliers cabriolant avec des nonnes                                                                                       | Collection privée                   |                   |                    |                     |                | 36,5 × 49,5 cm   | huile sur bois   |                                                                                |       |
| Intérieur d'église avec Hanna confiant le jeune Samuel à Éli                                                                                        | Collection privée                   |                   |                    |                     |                | 12 × 12 cm       | huile sur bois   |                                                                                |       |
| Intérieur d'église avec la circoncision du Christ                                                                                                   | Collection privée                   |                   |                    |                     |                | 49,5 × 64,4 cm   | huile sur bois   | Avec un peintre peignant à la manière de Cornelis van Poelenburgh              |       |
| Intérieur d'église avec la circoncision du Christ                                                                                                   | Collection privée                   |                   |                    |                     |                | 101 × 153,4 cm   | huile sur bois   |                                                                                |       |
| Intérieur d'église avec la Présentation au Temple                                                                                                   | Collection privée                   |                   |                    |                     |                | 101 × 153,4 cm   | huile sur bois   |                                                                                |       |
| Intérieur d'église avec pèlerins et un mendiant | Collection privée                   |                   |                    |                     |                | 65 × 95 cm       | huile sur bois   |                                                                                |       |
| Intérieur d'église avec pèlerins et un mendiant | Collection privée                   |                   |                    |                     |                | 69,2 × 114,3 cm  | huile sur bois   |                                                                                |       |
| Intérieur d'un édifice classique avec la piscine de Bethesda                                                                                        | Collection privée                   |                   |                    |                     |                | 37,2 × 50,2 cm   | huile sur bois   |                                                                                |       |
| Intérieur d'une église classique | Collection privée                   |                   |                    |                     |                | 114,5 × 125,5 cm | huile sur toile  | Avec Cornelis van Poelenburgh                                                  |       |
| L'Aveugle Tobit conduit par l'Ange | Collection privée                   |                   |                    |                     |                | 39 × 28,5 cm     | huile sur bois   | Attribué à Dirk van Delen                                                      |       |
| Personnages déambulant sous la loggia d'un palais                                                                                                   | Collection privée                   |                   |                    |                     |                | 30 × 44 cm       | huile sur bois   |                                                                                |       |